# オティラ (小惑星)
オティラ (913 Otila) は小惑星帯に位置する小惑星である。ハイデルベルクのケーニッヒシュトゥール天文台でカール・ラインムートによって発見された。
2月26日が祝日である聖オティラにちなんで命名された。